# V (TV-serie, 1984)

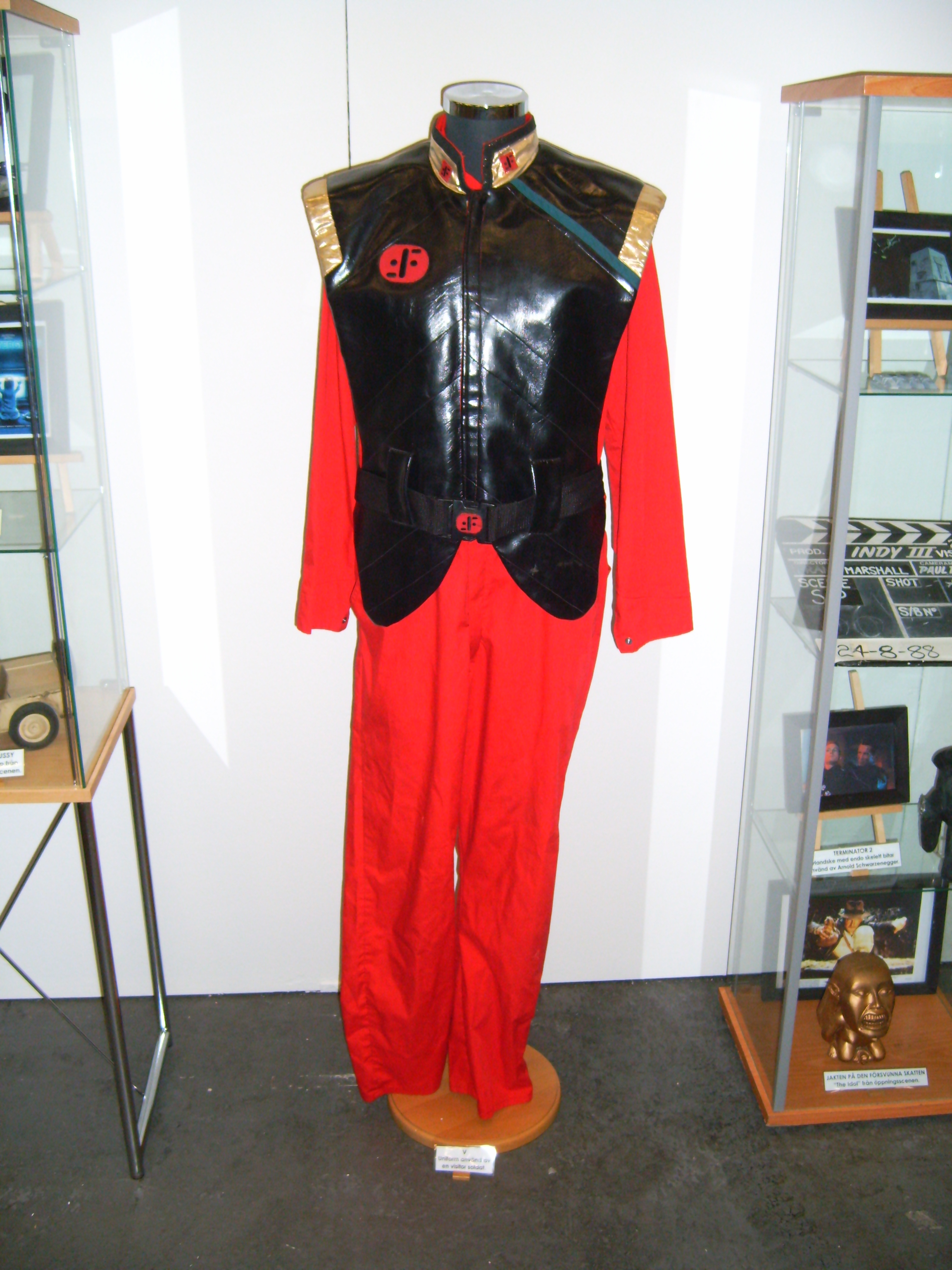
En uniform från TV-serien på Stockholmsmässan 2011.

V är en amerikansk TV-serie skriven och producerad av Kenneth Johnson. Serien handlar om att Jorden invaderas av utomjordingar kallade Visitors ("Besökarna") och motståndsrörelsen emot dem. Serien är ursprungligen från 1983, med ett par uppföljare under 1980-talet. 2009-2011 gjordes en nyproduktion, under ledning av Scott Peters.
Originalet från 1983 var en miniserie i två delar. En uppföljare, V (Den sista striden) i tre delar, sändes 1984-1985, som i sin tur följdes av en TV-serie i 19 avsnitt. Den första serien hade svensk premiär den 11 januari 1986.
Utomjordingar landar på jorden. De ser ut precis som "vanliga" människor och är trevliga och vänliga, men några personer lyckas ta reda på deras verkliga planer: att stjäla allt vatten från jordens oceaner då deras egen planet hotas av torka. En motståndsrörelse grundas som också kan avslöja att utomjordingarna bakom en konstgjord mask är ödlor som äter levande föda, till exempel människor som de har kidnappat och möss.

## Avsnitt

### Del 1
En dag svävar väldiga rymdskepp över världens största städer. Alla väntar i spänning på vad som ska hända när utomjordingarna tar en första kontakt. Utomjordingarna erbjuder vetenskaplig hjälp i utbyte mot kemiska preparat som utomjordingarna behöver. Till en början verkar allt gå bra men så avslöjar utomjordingarna att det finns en världsomspännande konspiration bland jordens vetenskapsmän för att skada vänskapen mellan jordens folk och utomjordingarna. Jordens regeringar inför undantagstillstånd och vetenskapsmän börjar gömma sig eller försvinner spårlöst. När nyhetsfotografen Mike Donovan (Marc Singer) smyger sig ombord på ett av skeppen upptäcker han att utomjordingarna är reptilvarelser med avsikt att ta över jorden. En motståndsrörelse bildas med V-tecknet som symbol. I avsnittet förekommer en replik på svenska. Detta sker när utomjordingarna och människorna för första gången möts på taket till FN-skrapan. Från farkosten hörs då ett meddelande: "Herr Generalsekreterare. Var inte rädd, kom upp för trappan.". Anledningen till detta är att FN:s generalsekreterare kommer från Sverige, något som en närvarande TV-journalist också kommenterar: "I think the voice spoke Swedish - that's the native language of the Secretary-General".

### Del 2
Motståndsrörelsen ordnar sitt högkvarter i ett underjordiskt vattenreningsverk under ledning av Juliet Parrish (Faye Grant). Fotografen Mike lyckas ännu en gång smyga sig ombord på ett rymdskepp men grips och förs till moderskeppet. Men en vänligt inställd utomjording, Martin, hjälper honom att fly. Tillbaka nere på jorden, klädd i utomjordingarnas röda uniform, grips han av motståndsrörelsen, men lyckas övertyga dem att han är människa och berättar vad han vet. Tonåriga Robin grips av en patrull och när hennes pappa Robert börjar leta efter henne får han ett erbjudande av utomjordingarna: om han berättar var i bergen vetenskapsmännen gömmer sig kommer Robin att friges.
Mike återvänder till moderskeppet där Martin berättar att utomjordingarna tänker ta med sig jordens vatten hem. I moderskeppet finns också massor av människor nedsövda som utomjordingarna tänker ha som proviant. Martin hjälper honom att få med sig Robin och ytterligare en fånge, Sancho, tillbaka till jorden. Där har utomjordingarna gått till anfall mot vetenskapsmännens läger men motståndsrörelsen lyckas slå tillbaka och rädda lägret. En av utomjordingarnas ledare, Diana (Jane Badler), måste beordra reträtt.

## Skådespelare
- Marc Singer - Mike Donovan
- Faye Grant - Julie Parrish
- Jane Badler - Diana
- Jeff Yagher - Kyle Bates
- Michael Ironside - Ham Tyler
- Michael Durrell - Robert Maxwell
- Peter Nelson - Brian
- David Packer - Daniel Bernstein
- Neva Patterson - Eleanor Dupres
- Tommy Petersen - Josh Brooks
- Blair Tefkin - Robin Maxwell
- Michael Wright - Elias Taylor
- Bonnie Bartlett - Lynn Bernstein
- Leonardo Cimino - Abraham Bernstein
- Richard Herd - John
- Evan C. Kim - Tony Wah Chong Leonetti
- Richard Lawson - Dr. Ben Taylor
- George Morfogen - Stanley Bernstein
- Andrew Prine - Steven
- Hansford Rowe - Arthur Dupres
- Jenny Sullivan - Kristine Walsh
- Robert Englund - Willie
- Penelope Windust - Kathleen Maxwell
- Rafael Campos - Sancho Gomez
- Viveka Davis - Polly Maxwell
- Diane Cary - Harmony Moore
- Jason Bernard - Caleb Taylor
- Marin May - Katie Maxwell
- Frank Ashmore - Martin/Philip
- William Russ - Brad
- Duncan Regehr - Commander Charles
- June Chadwick - Lydia

### Fotnoter
1. ↑  ”V”, The Complete Directory to Prime Time Network and Cable TV Shows 1946–Present, åttonde utgåvan, oktober 2003, ISBN 978-0-345-45542-0.[källa från Wikidata]
2. ↑  Nanushka Yeaman (14 oktober 2008). ”Rymdödlor anfaller på nytt”. Dagens nyheter. http://www.dn.se/arkiv/kultur/rymdodlor-anfaller-pa-nytt/. Läst 12 januari 2017.
3. ↑  ”Jorden får besök”. Svenska Dagbladet:  s. 15. 11 januari 1986. https://www.svd.se/arkiv/1986-01-11/15.